# Uromyrtus nekouana
Uromyrtus nekouana là một loài thực vật có hoa trong Họ Đào kim nương. Loài này được (Guillaumin) Burret miêu tả khoa học đầu tiên năm 1941.